# Spinoctenus
Genre
Spinoctenus est un genre d'araignées aranéomorphes de la famille des Ctenidae.

## Distribution
Les espèces de ce genre se rencontrent en Colombie et au Costa Rica.

## Liste des espèces
Selon World Spider Catalog (version 21.0, 07/04/2020) :
- Spinoctenus chocoensis Hazzi, Polotow, Brescovit, González-Obando & Simó, 2018
- Spinoctenus eberhardi Hazzi, Polotow, Brescovit, González-Obando & Simó, 2018
- Spinoctenus escalerete Hazzi, Polotow, Brescovit, González-Obando & Simó, 2018
- Spinoctenus flammigerus Hazzi, Polotow, Brescovit, González-Obando & Simó, 2018
- Spinoctenus florezi Hazzi, Polotow, Brescovit, González-Obando & Simó, 2018
- Spinoctenus ginae Víquez, 2020
- Spinoctenus nambi Hazzi, Polotow, Brescovit, González-Obando & Simó, 2018
- Spinoctenus pericos Hazzi, Polotow, Brescovit, González-Obando & Simó, 2018
- Spinoctenus spinosus Hazzi, Polotow, Brescovit, González-Obando & Simó, 2018
- Spinoctenus stephaniae Hazzi, Polotow, Brescovit, González-Obando & Simó, 2018
- Spinoctenus tequendama Hazzi, Polotow, Brescovit, González-Obando & Simó, 2018
- Spinoctenus yotoco Hazzi, Polotow, Brescovit, González-Obando & Simó, 2018

## Publication originale
- Hazzi, Polotow, Brescovit, González-Obando & Simó, 2018 : Systematics and biogeography of Spinoctenus, a new genus of wandering spider from Colombia (Ctenidae). Invertebrate Systematics, vol. 32, no 1, p. 111-158.